# Villa Aurelia (Lierna)

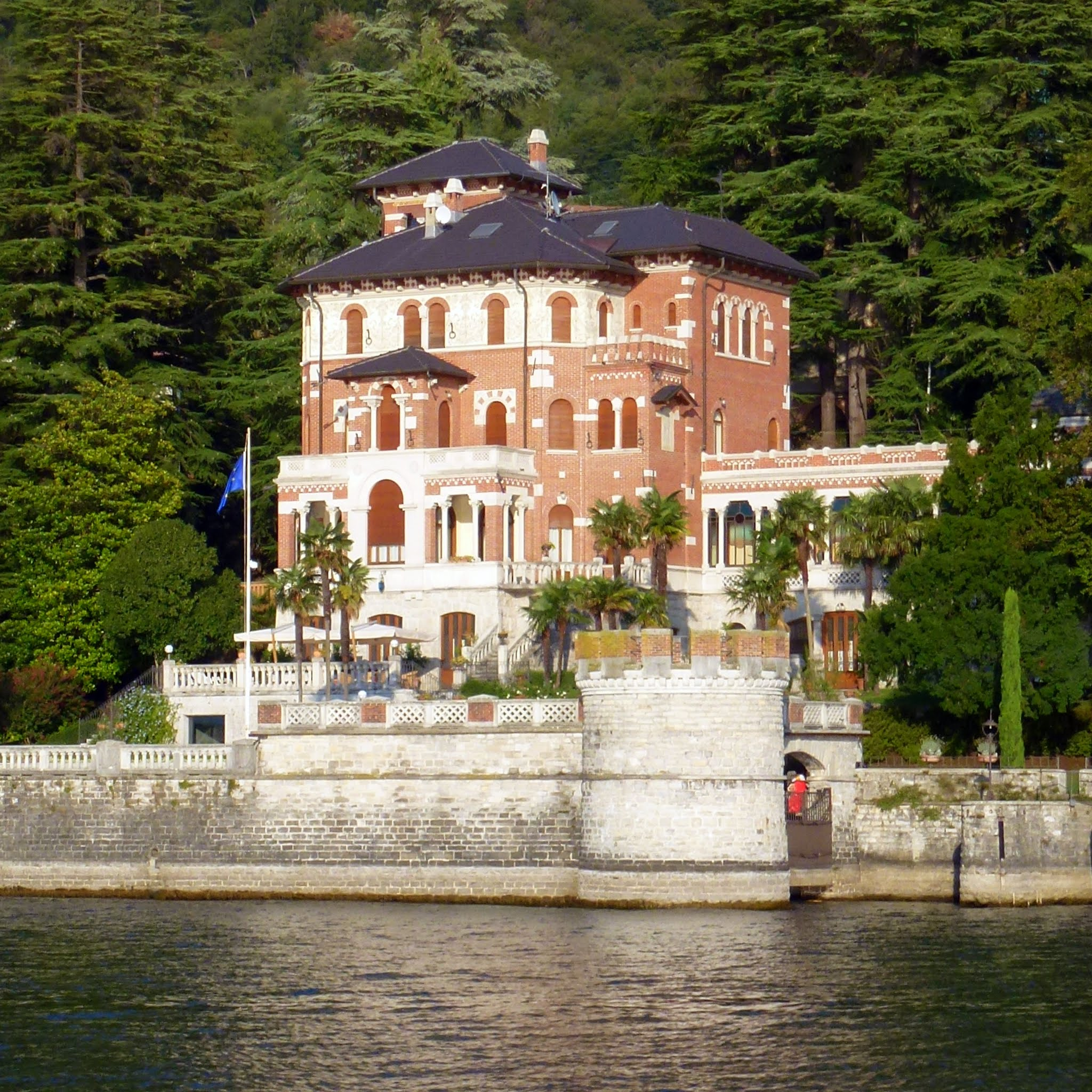
Villa Aurelia aan de oevers van het Comomeer in Lierna

Villa Aurelia is een historische villa in het Italiaanse dorp Lierna, aan de oevers van het Comomeer, met uitzicht op het dorp Bellagio en het achterliggende gebergte aan de overzijde van het meer. De villa ligt aan de Via Roma iets ten noorden van het centrum, richting Varenna.
Villa Aurelia is ook bekend als Villa Besana vanwege de architect, Eugenio Besana, naar wiens plannen het huis in 1921 werd gebouwd.
De villa was de locatie van de film Come due coccodrilli van Giacomo Campiotti uit 1994.

## Beschrijving
De gevel aan de zijde van het meer bevat eclectische en Liberty-stijlelementen. Het huis is omgeven door terrassen en loggia's verbonden met het hoofdgebouw. De voorgevel aan de straatkant kent een terracotta-afwerking. Het interieur van de villa bevat verschillende elementen van art nouveau en smeedijzer en kostbare glas-in-loodramen.
De art noveau-stijl en de middeleeuwse elementen van de villa zijn in overeenstemming met het nabijgelegen kasteel en het oude dorp Lierna.

## Park
De villa is omgeven door een uitgestrekt park en langs het meer is er een stenen omwalling, afgewerkt op de hoeken met twee torens. De tuin opent zich voor de bezoeker zodra men de poort doorgaat, en is ontworpen in dezelfde eclectische stijl als de villa. De flora biedt variëteiten die er een botanische tuin van maken, inclusief enkele zeer zeldzame boomsoorten die de wandelpaden omzomen.